# Wola Murowana
Wola Murowana est une localité polonaise de la gmina de Sitkówka-Nowiny, située dans le powiat de Kielce en voïvodie de Sainte-Croix.